# Абайський сільський округ (Хромтауський район)
Аба́йський сільський округ (каз. Абай ауылдық округі, рос. Абайский сельский округ) — адміністративна одиниця у складі Хромтауського району Актюбінської області Казахстану. Адміністративний центр — село Абай.
Населення — 366 осіб (2021; 518 у 2009, 1058 у 1999, 1281 у 1989).
Станом на 1989 рік існувала Черкаська сільська рада (села Матвієвка, Сухіновка), село Аралтобе перебувало у складі Магаджановської сільради, село Тассай — у складі Сарисайської сільради. 1997 року до Абайського сільського округу була приєднана територія ліквідованого Кіровського сільського округу та населений пункт Тассай ліквідованого Сарисайського сільського округу. 1999 року від сільського округу було відокремлено територію площею 582,54 км² та населені пункти Сусановка і Кизилжар з метою утворення Донського сільського округу. Села Аралтобе та Жарбутак було ліквідовано 2019 року.

## Склад
До складу округу входять такі населені пункти:
| Населений пункт  | Колишні назви | Населення, осіб (1989) | Населення, осіб (1999) | Населення, осіб (2009) | Населення, осіб (2021) |
| ---------------- | ------------- | ---------------------- | ---------------------- | ---------------------- | ---------------------- |
| Абай, село       | Сухіновка     | 695                    | 713                    | 351                    | 334                    |
| --Аралтобе, село | -             | 154                    | 77                     | 40                     | -                      |
| --Жарбутак, село | Матвієвка     | 276                    | 154                    | 47                     | -                      |
| Тассай, село     | -             | 156                    | 114                    | 80                     | 32                     |